# Unterlunnern
Unterlunnern (schweizerdeutsch: Underlunnere) ist ein Ortsteil der politischen Gemeinde Obfelden im Bezirk Affoltern des Kantons Zürich in der Schweiz. Die ehemaligen Zivilgemeinden Unterlunnern, Oberlunnern, Wolsen, Toussen und Bickwil spalteten sich 1847 von Ottenbach ab und schlossen sich zur neuen Gemeinde Obfelden zusammen. Durch den Ortsteil fahren die Postautolinien 212 und 217, die halbstündlich eine Verbindung zwischen Affoltern am Albis und Ottenbach bzw. Muri AG herstellt.

## Geographie
Heute sind die Ortsteile Unter- und Oberlunnern stark miteinander verwachsen. Der Werkdienst und die Abwasserreinigungsanlage (ARA) befinden sich im Nordwesten.
Unterlunnern liegt im zürcherischen Reusstal in der Gemeinde Obfelden an der Grenze zum Kanton Aargau. Die Luftdistanz zu Zürich beträgt etwa 16 Kilometer. Zu Zug nur etwa 12,5 Kilometer.
Er grenzt im Norden an Ottenbach, im Osten an den Ortsteil Oberlunnern, im Süden an Maschwanden und im Westen an den Weiler Rickenbach AG.

## Geschichte
Erste Siedlungsspuren in Unterlunnern lassen sich bis in die Steinzeit zurückverfolgen. Funde lassen auf eine neolithische Siedlung schliessen. Bronzene Armspangen aus dem 7. Jahrhundert v. Chr. weisen auf eine frühe keltische Besiedlung hin. Zur Zeit der Römer befand sich unterhalb des heutigen Weilers Unterlunnern ein kleiner Vicus mit Zentralbauten und vermutlich mit Hafenanlagen an der Reuss. Der Siedlungsname Lunnern (vielleicht von keltisch-lateinisch Londinaria) zeugt noch heute vom kulturellen Kontakt zwischen romanisch sprechenden Bevölkerungsteilen und den sich ab dem 7. Jh. n. Chr. ansiedelnden Alamannen.
Ausgrabungen der römischen Ruinen fanden bisher nur in Form von Stichproben statt. Schon 1741 wurde der Goldschatz von Unterlunnern entdeckt: Der vom Ende des 3. Jahrhunderts nach Christus stammende Hortfund befindet sich im Landesmuseum der Schweiz in der Stadt Zürich und besteht unter anderem aus Sonnenrad-Amuletten, Colliers und Schlangenarmreifen.
Lunnern wurde erstmals um 1150 als Lundinaurum schriftlich erwähnt.  Seit dem Hochmittelalter gehörte Unterlunnern kirchlich zu Ottenbach. Gerichtlich war der obere Teil des Weilers dem Maschwanderamt und der untere Teil dem Freiamt Affoltern unterstellt. Wichtige historische Ereignisse waren der Alte Zürcherkrieg 1440–1450, die Schaffung der neuen Verwaltungseinheit Landvogtei Knonau 1507 und die Einführung der zürcherischen Reformation 1523.
Im 19. Jahrhundert gehörten die fünf Zivilgemeinden Oberlunnern, Unterlunnern, Wolsen, Toussen und Bickwil zur politischen Gemeinde Ottenbach und waren unter dem Sammelnamen ob dem Felde bekannt. Die Bevölkerung der fünf Gemeinden konnte sich jedoch nie mit ihren Nachbarn identifizieren. Seit 1830 unternahmen sie verschiedene Vorstösse zur Abspaltung von Ottenbach. Am 15. Februar 1847 schliesslich trennten sich die fünf Zivilgemeinden mit ihren damaligen 829 Einwohnern von Ottenbach und gründeten die neue Einheitsgemeinde Obfelden. Nur ein halbes Jahr nach der Gründung der Gemeinde, kam es am 12. November 1847, im Rahmen des Sonderbundskrieg, zum Gefecht bei Lunnern.
Der Beginn der Industrialisierung begann im Jahre 1837, als im Nachbardorf Oberlunnern eine Baumwollweberei gegründet und 1840 in eine Seidenweberei umgewandelt wurde.